# Трінільський тигр
Трінільський тигр (Panthera tigris trinilensis) — викопний підвид тигрів, що мешкав з періоду плейстоцену (1,66 млн до 50 тис. років тому).

## Опис
Припускається, що розмірами дорівнювався південнокитайському тигру, близько 2,2—2,35 м завдовжки при вазі 110—150 кг. Був наділений типовими зубовими характеристиками сучасних тигрів і глибшою нижньою щелепою. Верхні третій і четвертий премоляри мають простішу структуру, ніж у сучасних тигрів. Потилична частина черепа була як в яванського тигра. Ліктьова кістка довша і більш масивна, ніж у суматранського і яванського тигрів. Вона досить сильно вигнута сагітальній площині, відрізняючись даною особливістю від ліктьової кістки яванського тигра, але нагадуючи собою однойменну кістку суматранського тигра.

## Спосіб життя
Мешкав у вологих лісах. Втім про спосіб та об'єкт полювання практично нічого невідомо. Висувається версія, що еволюціонував у підвид Panthera tigris oxygnatha.

## Розповсюдження
Спочатку мешкав на сході острова Ява. Вперше його виявлено в місцині Трініль (звідси походить назва). 1,3 млн років тому поширився на усю Яву, а потім на острів Суматра. Можливо мешкав на сусідніх невеличких островах поруч з Явою.